# .lc
.lc (Santa Lúcia) é o código TLD (ccTLD) na Internet para a Santa Lúcia, criado em 1991 pela IANA, e administrado pelo NIC.lc por meio da Universidade de Porto Rico, com operações back-end da Afilias.
Seu uso Internacional é destinado a empresas, já que foram criadas 2 categorias: .l.lc e .p.lc, que lembram a natureza jurídica de uma empresa.
Ex.: Empresa Fictícia LLC;  pode registrar : empresaficticia.l.lc

## Categorias
Também existem outras Categorias de domínios, que podem ser registrados pela população local. São elas:
.com.lc: Destinado a uso Comercial/ Genérico,
.net.lc: Destinado a uso Comercial/ Empresas de Internet,
.org.lc: Destiando a Entidades não Governamentais,
.gov.lc: Destinado a Entidades Governamentais;
.edu.lc: Destinado a Entidades de Ensino, Pesquisa e Comunidade Científica;
.p.lc & .l.lc: Destinado a Empresas (Dependendo da natureza jurídica)